# Hyacinthoides ×massartiana

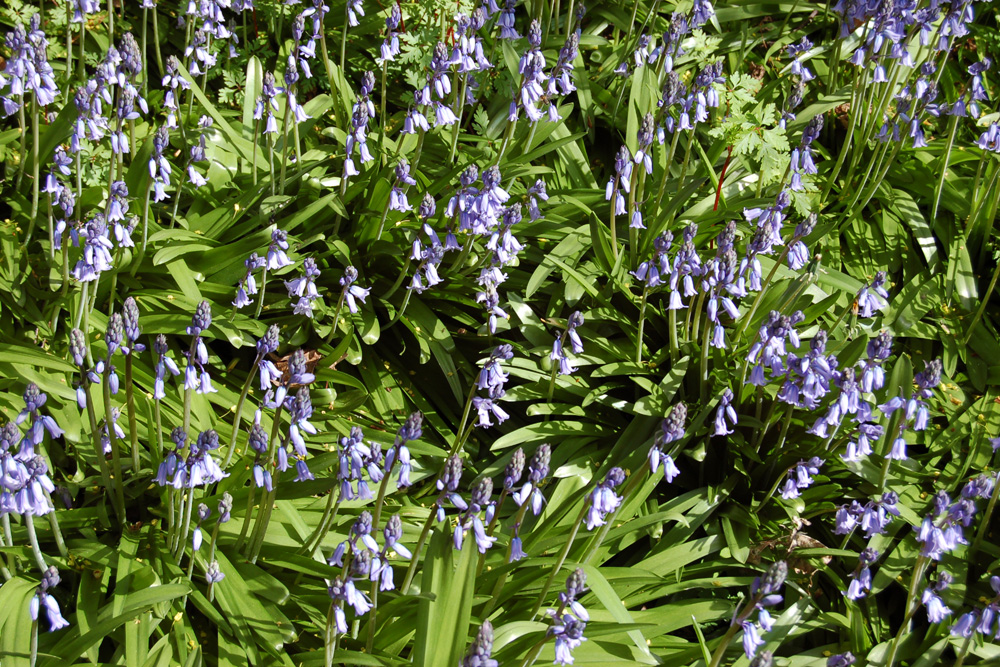
Grand tapis de Hyacinthoides ×massartiana subspontanée. Elle est alors indéniablement envahissante.

Hybride
Parent A de l'hybridation 
  Hyacinthoides non-scripta 
×

Parent B de l'hybridation 
  Hyacinthoides hispanica 
Classification phylogénétique
Hyacinthoides ×massartiana est une nothoespèce de plantes vivaces bulbeuses. 
Elle appartient à la famille des Liliaceae selon la classification classique, mais la classification phylogénétique la place dans la famille des Hyacinthaceae (ou optionnellement dans celle des Asparagaceae).
L'espèce présente un spectre morphologique assez grand. 

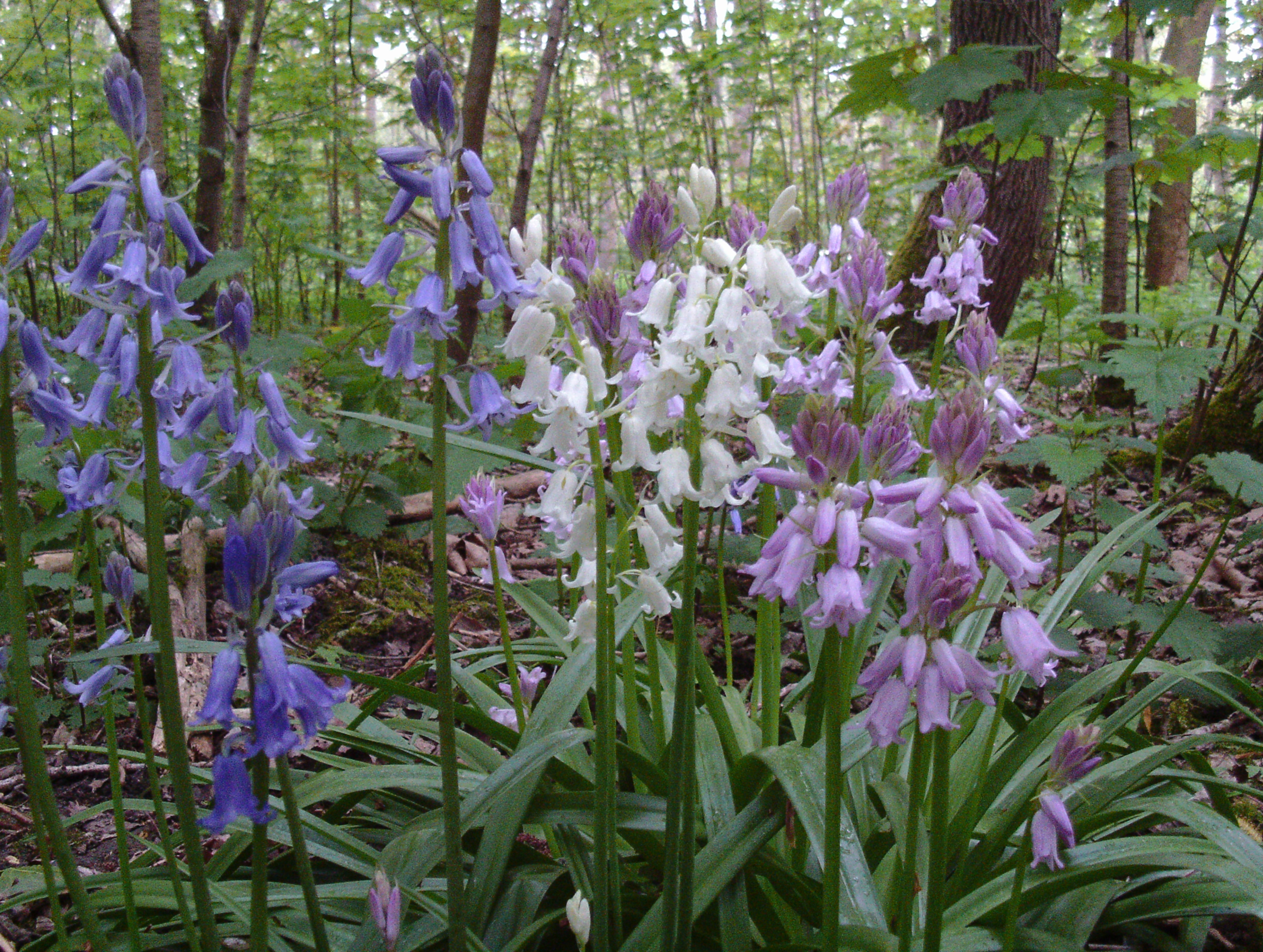
variétés de couleurs
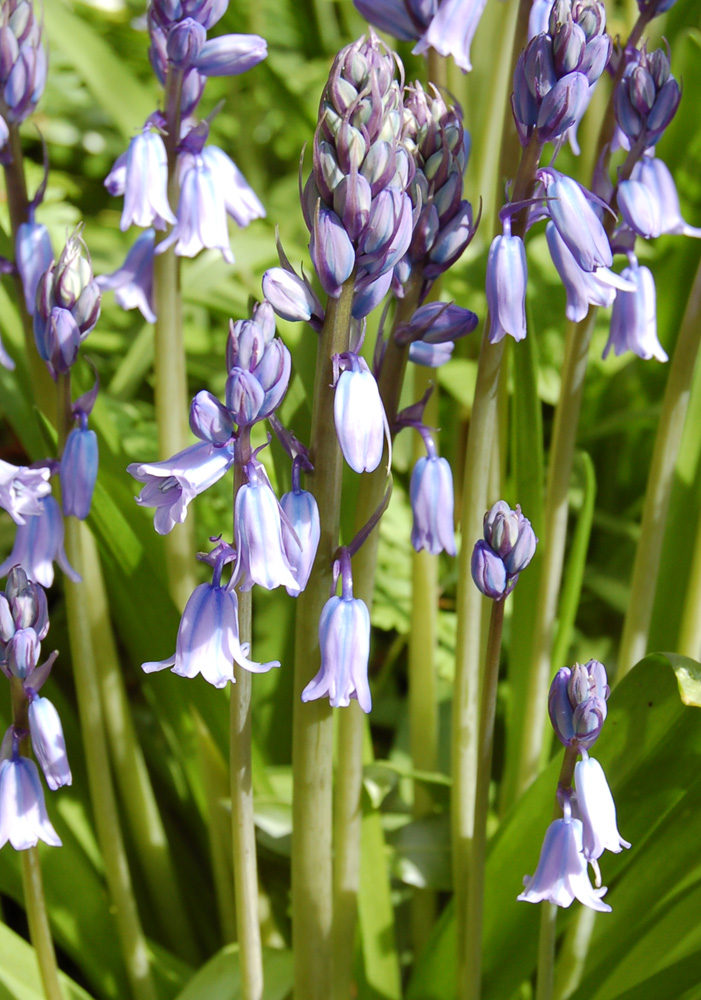
Plant en début de floraison
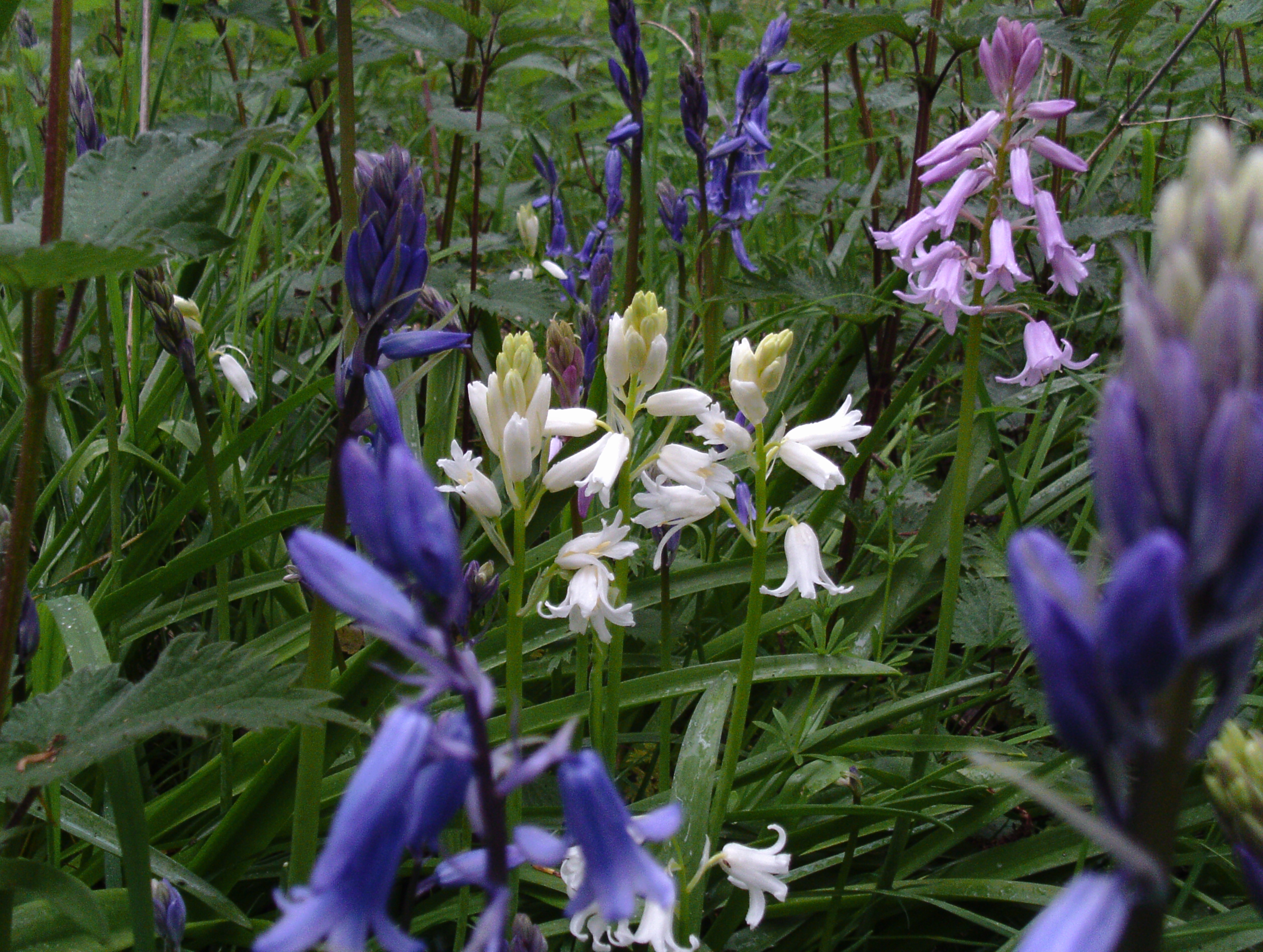
France, Région Nord
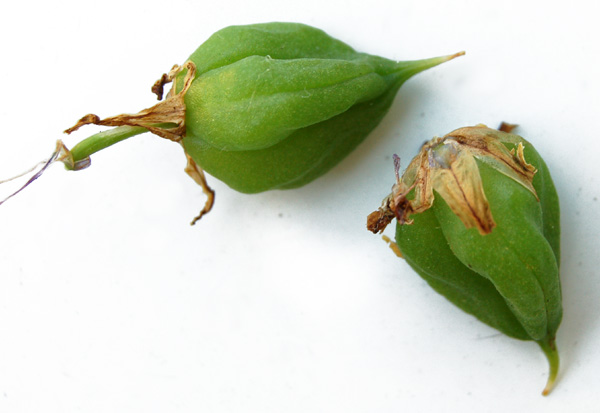
Fruits presque mûrs